# Kerivoula pellucida
Kerivoula pellucida es una especie de murciélago de la familia Vespertilionidae.

## Distribución geográfica
Se encuentra en Brunéi, Indonesia Malasia y Filipinas.